# Im Reich der wilden Tiere
Im Reich der wilden Tiere (Originaltitel: Mutual of Omaha’s Wild Kingdom) ist eine US-amerikanische Tier-Dokumentation, die von Marlin Perkins 1963 ins Leben gerufen wurde. Bis 1985 moderierte Perkins die Sendereihe, ehe er von seinem früheren Co-Moderator Jim Fowler abgelöst wurde. Die Serie wurde auch außerhalb der USA sehr populär; sie lief erstmals 1973 im deutschen Fernsehen. Synchronsprecher für das deutsche Fernsehen waren Friedrich Schoenfelder und Thomas Danneberg.
Ziel der Serie war es, dem Zuschauer das Leben wildlebender Tierarten näherzubringen. Dabei wurden Dokumentationen über Tierarten aus allen Kontinenten gedreht. Hauptsächlich aber aus Afrika und Südamerika. Mitunter waren die Dreharbeiten daher auch nicht ganz ungefährlich, wenn z. B. frei lebende Löwen oder Gorillas gefilmt wurden.

## Rezeption und Veröffentlichung
„Auch im deutschen Fernsehen wurde die Reihe ein populärer Dauerbrenner und der engagiert, enthusiastisch und freundlich auftretende Marlin Perkins ein Sympathieträger.“

Die Serie wurde 2006 von der Firma Bci / Eclipse auf bisher 9 DVDs veröffentlicht. Am 8. Dezember 2017 erschienen die erste und zweite Staffel in deutscher Sprache. Die DVD-Boxen enthalten die Episoden 1 bis 26 und 27 bis 52 mit einer Spieldauer von je 780 Minuten.
Zum Frühjahr 2025 wurde von Fernsehjuwelen eine Gesamtedition mit den 130 (sechs Staffeln auf 18 DVDs, 2925 Minuten) im ZDF gezeigten, in deutscher Sprache synchronisierten Folgen, veröffentlicht.